# 金木町
金木町（かなぎまち）は、青森県北西部、北津軽郡にあった町である。
太宰治、吉幾三の出身地として知られ、津軽三味線の発祥地であり、地吹雪の体験ツアーや斜陽館などを観光資源にする町であったが、2005年3月28日に、五所川原市、市浦村と合併し、新市制による五所川原市となったため消滅した。
テレビ番組『秘密のケンミンSHOW』（読売テレビ）で、住民の間で会話されている津軽弁が部外者にとって最も難解に聞こえる地域として紹介されたことがある。

## 地理
- 河川：岩木川

### 隣接していた自治体
- 青森市
- 五所川原市
- つがる市
- 中里町（中泊町）、蓬田村

## 歴史

### 沿革
- 1889年（明治22年）4月1日 - 町村制施行にともない北津軽郡に以下の3村が成立。
  - 金木村 ← 金木村，川倉村，蒔田村，神原村，藤枝村
  - 嘉瀬村 ← 嘉瀬村，中柏木村，長富村，毘沙門村
  - 喜良市村 ← 喜良市村
- 1920年（大正9年）2月11日 - 町制施行。
- 1955年（昭和30年）3月1日 - 嘉瀬村（大字毘沙門を除く）、喜良市村と合併し、新町制による金木町となる。
  - 嘉瀬村大字毘沙門は五所川原市へ編入。
- 1956年（昭和31年）8月10日 - 旧嘉瀬村域、大字長富が五所川原市へ編入。
- 2005年（平成17年）3月28日 - 五所川原市、北津軽郡市浦村と合併し、新市制による五所川原市となる。

## 経済

### 産業
農業
『大日本篤農家名鑑』によれば金木村の篤農家は、「花田一色、柴田貢、今平次郎、高橋彌兵衛、津島惣助」などである。
企業
- 金木銀行 - 津島家の個人銀行。1938年、第五十九銀行に買収される。

## 姉妹都市・提携都市
- 三鷹市（東京都）?
- 河口湖町（山梨県、現富士河口湖町） - 1998年（平成10年）4月17日

## 地域

### 教育
- 金木町立金木小学校
- 金木町立嘉瀬小学校
- 金木町立川倉小学校
- 金木町立喜良市小学校
- 金木町立金木中学校
- 金木町立金木南中学校
- 青森県立金木高等学校

## 交通

### 鉄道路線
- 中心となる駅：金木駅
- 津軽鉄道
  - 津軽鉄道線：嘉瀬駅 - 金木駅 - 芦野公園駅 - 川倉駅
- 隣接市町村への連絡：津軽鉄道線

### 道路
- 一般国道
  - 国道339号

## 名所・旧跡・観光スポット・祭事・催事
- 桜桃忌、太宰治「生誕祭」（6月19日）
- 芦野公園
- 川倉賽の河原地蔵尊（大祭：8月上旬）大祭のときはイタコの口寄せが出る。
- 神木（12本ヤス）
- 金木町津軽三味線会館
- 地吹雪体験ツアー[3]

## 出身有名人
- 佐々木嘉太郎（1841年 - 1914年） - 旧姓・中村、実業家、貴族院多額納税者議員、大地主。
- 仁太坊（安政5年 - 1928年） - 津軽三味線奏者[4]。
- 津島文治（1898年 - 1973年） - 政治家、衆議院議員。参議院議員。青森県知事。
- 太宰治（1909年 - 1948年） - 作家。本名・津島修治。
- 津島恭一 - 政治家。元衆議院議員。
- 田中英壽（1946年 - 2024年） - 学校法人日本大学元理事長。
- 三上誠三（1949年 - 2015年） - 実業家、政治運動家。
- 吉幾三（1952年 - ） - 歌手。
- 福士珠美（1965年 - ）- 元青森テレビアナウンサー、あおもり藍ブルーリンクプロジェクト代表
- 北勝岩治（1974年 - ） - 大相撲力士。
- 浅木一華（1986年 - ） - ファッションモデル、タレント。
- 尊富士弥輝也（1999年 - ） - 大相撲力士